# Leon Reichardt
Leon Reichardt (* 28. Juni 2004 in Böblingen) ist ein deutscher Fußballspieler.

## Karriere

### Verein
Reichardt spielte in der Jugend zunächst für die SpVgg Holzgerlingen, bei der er zusätzlich in der Leichtathletik-Abteilung aktiv war. Er wechselte 2018 zum VfB Stuttgart. Mit den Stuttgartern gewann Reichardt den DFB-Pokal der Junioren 2021/22 und erzielte dabei den ersten Treffer des Endspiels. Am 8. April 2023 debütierte er im Herren-Fußball mit der Zweitvertretung des VfB Stuttgart in der Regionalliga Südwest, als er bei der 0:2-Niederlage gegen den FC Homburg in der Startelf stand. Durch die Meisterschaft in der Regionalliga Südwest erreichte er mit der zweiten Mannschaft des VfB Stuttgart in der Saison 2023/24 den Aufstieg in die 3. Liga. Mit dem VfB Stuttgart II kam er am 3. August 2024 gegen Hansa Rostock am 1. Spieltag der Spielzeit 2024/25 zu seinem Profi-Debüt. 
Im Sommer 2025 verließ er den VfB Stuttgart und schloss sich zur Saison 2025/26 dem F.C. Hansa Rostock an.

### Nationalmannschaft
Am 20. Oktober 2022 debütierte Reichardt für die deutsche U19-Nationalmannschaft gegen die Schweiz. Er absolvierte in den Duellen mit Spanien und Dänemark zwei weitere U19-Länderspiele.